# Йесте, Франсиско
Франциско Хавьер Йесте Наварро (исп. Francisco Javier Yeste Navarro; род. 6 декабря 1979, Басаури, Испания) — испанский футболист, полузащитник, тренер.

## Клубная карьера
Йесте дебютировал в первой команде 7 февраля 1999 года, играя все 90 минут в игре против «Расинга». Он появился в ещё 13 игр в течение следующих сезонов.
Начиная с чемпионата 2000/01 Йесте регулярно использовался в основном составе Атлетик, забив шесть голов Ла Лиги в течение этого сезона. После регулярных показов в 2003/04 он выиграл CallUp для Испании, хотя он и не дебютировал, он забил 11 голов в сезоне.
19 июня 2010 года Йесте, в возрасте почти 31 года, подписал контракт с «Аль-Васл» на два года. В марте следующего года, во время полуфинала 2010/11 Etisalat Emirates Cup, в игре против «Аль-Айн».
В июле 2011 года Йесте подписал контракт с греческой командой «Олимпиакос». 17 января 2012 года, его контракт был прекращен, на следующий день он вернулся в Объединенные Арабские Эмираты и подписал шестимесячный контракт с клубом «Бани Яс».